# CFR IRLU
Societatea Comercială CFR Întreținere și Reparații Locomotive și Utilaje (SC CFR IRLU) este o companie deținută de Statul Român, cu sediul în București.
Obiectul de activitate al companiei este: revizii reparații, întreținere echipamente, utilaje, instalații, clădiri, miloace auto.
CFR IRLU a fost înființată în august 2001, prin desprinderea din CFR.